# Hillringsbergs IF
Hillringsbergs IF är en fotbollsförening från Hillringsberg/Glava i Arvika kommun i Värmland, bildad den 28 april 1928. Föreningen har mestadels hållit till i landskapets lägre divisioner men spelade åren 1960-1962 i division IV, 1963-1964 i division III, 1965-1968 och 1977 i division IV. Division III vid den tiden motsvarar dagens division I.